# HMS Howe (32)
HMS Howe byla pátou a poslední postavenou britskou bitevní lodí třídy King George V. Loď se účastnila bojů druhé světové války, které v pořádku přečkala, v roce 1951 byla vyřazena a v roce 1957 prodána do šrotu.
Protiletadlová výzbroj byla během války průběžně posilována. Z lodi byl při přestavbě v roce 1944 odstraněn katapult a radary typů 281, 284 a 273, které nahradily typy 274, 285, 282, 277, 293 a 281B.